# Cañada Real Conquense

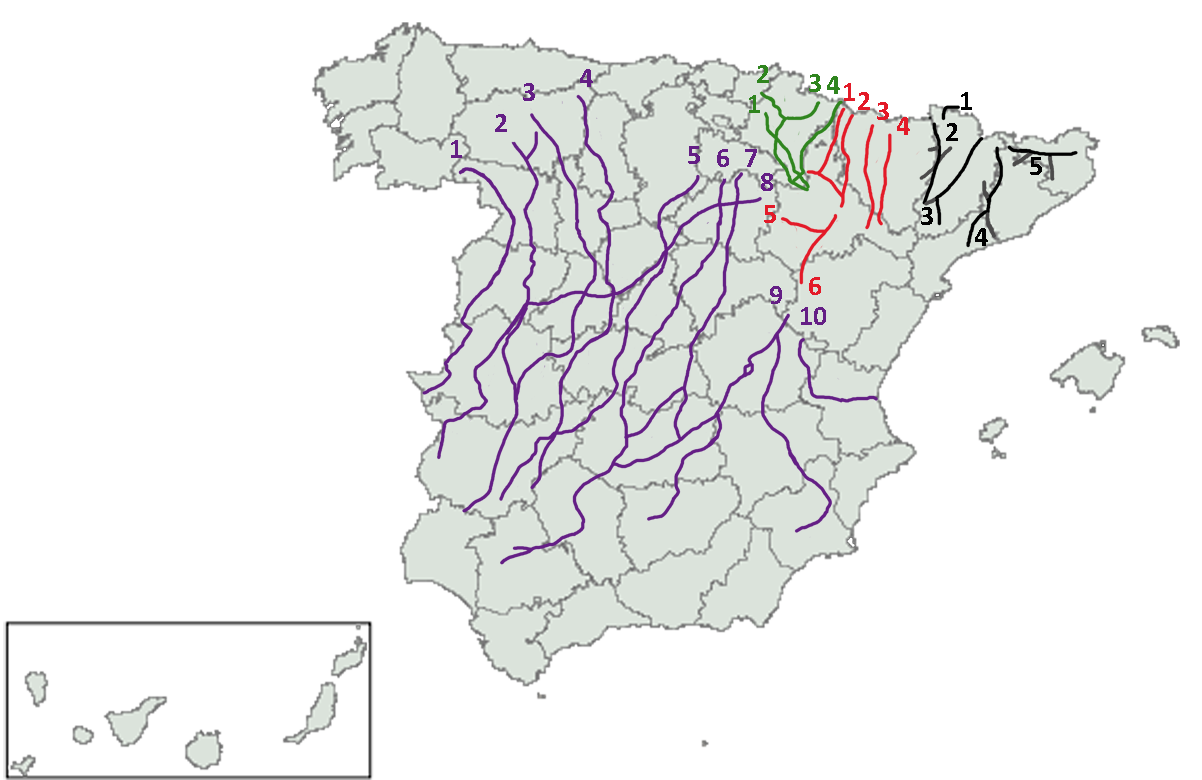
Vías pecuarias principales de España. La número 9 corresponde a la Cañada real conquense.

La Cañada Real Conquense o de los Chorros es una de las Cañadas de la Mesta, que atraviesa las provincias de Cuenca, Ciudad Real y parte de la de Jaén, en España.

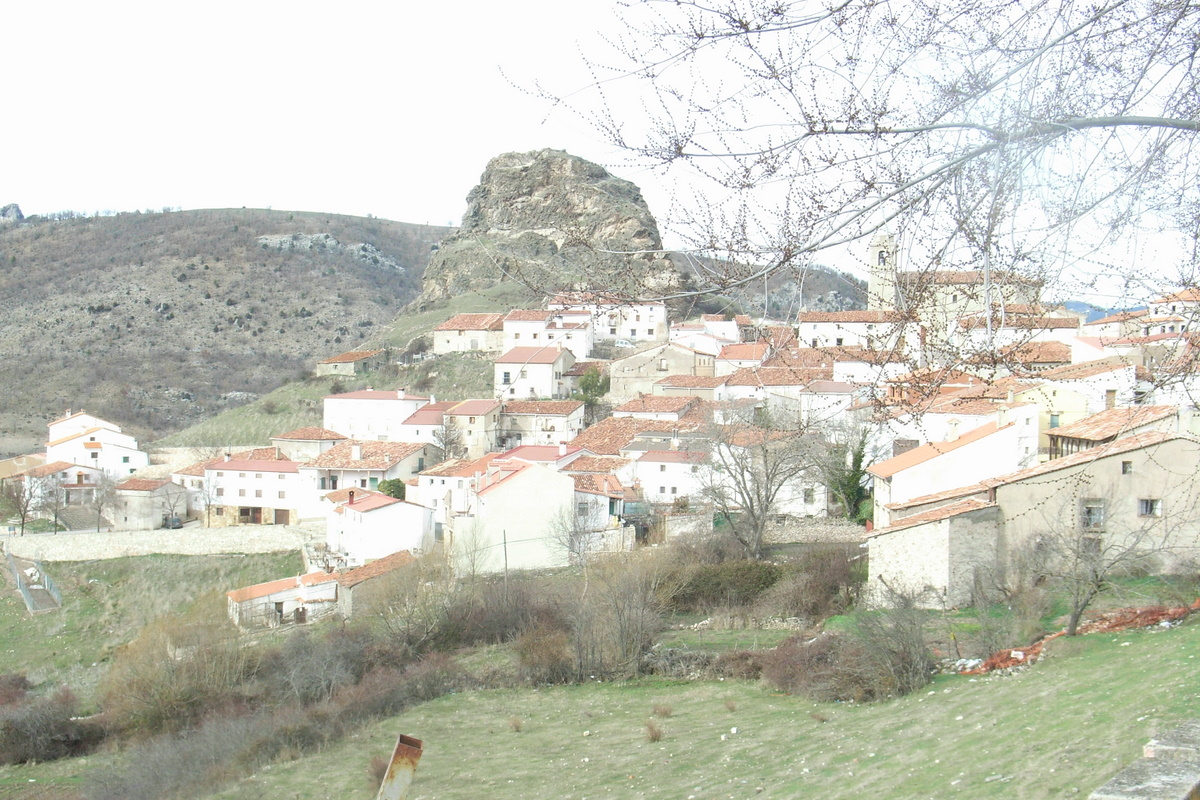
Huélamo

## Tramo I: Serranía Alta
El suelo por el cual atraviesa esta vía ( y su entorno inmediato) se integra en la Tierra de Cuenca, viejo concepto de titularidad. Esta pertenencia constituye -aún hoy- una parcela importante de la inicial predisposición regia, saliendo en valimiento suyo tras su reconquista. Así el monarca Alfonso VIII la organizó -tanto estatuaria como administrativamente- dotándola con generosidad en fuero y términos. Dentro de este espacio básico se registran dos enclaves municipales: Tragacete (con su anexo Vega del Codorno) y Huélamo. Y sobre tal plataforma vamos al apeo de la ruta.
La cabecera de arranque constituye un profuso entramado de vías, sirviéndose del itinerario marcado por nosotros como esencial y que, originario de la Comunidad de Albarracín se la denomina Cañada de Sierra Alta. Viene pareada por la cañada real de Rodrigo Ardaz a su derecha, absorbiendo a otro ramal, de igual procedencia, registardo como "C.R. de Alcudia" o "C.R. de Peralejos a Valle de Alcudia" (MTN-564). Como se comprobará, una rotulación pide continuidad hasta latitudes ciudad-realeñas y otra (por el antiguo señorío de Molina se la llama C.R. de Zaragoza a Andalucía) hacia Sierra Morena; trataremos, pues, de satisfacer ambos propósitos. por la izquierda, la compañía lega a través de la turolense Cañada Paso de la Fuente de la Umbría, más adelante "Cordel de Huélamo" (ICONA- Cuenca).
Respecto a la ruta principal, entra en territorio conquense del Entredicho con procedencia inmediata de Guadalaviar, salvando el río Tajo por donde lo hace un camino identificable con la cañada. Sigue una hoya que lleva para encaramarse a espaldas del vértice Mogorrita, salvando así la Sierra de Valdeminguete y enfilar el descenso aprovechando la depresión formada por el barranco del Judío, dando sosiego a los animales en el descansadero allí existente, continuando por el pasillo territorial que se interfiere entre los municipios señalados, y en el cual queda localizada la ferrería de Los Chorros, instalación que vino a prestar nombre al vial del relato y en donde también se nos radica una ermita.
Prosigamos, vadeando el río Júcar -de no muchas aguas aún- para pasar a una franja de terreno mesetaria en donde quedan instalados dos descansaderos y abrevaderos, frente a frente, el de la derecha en término de Tragacete y el opuesto bajo jurisdicción de Huélamo, estos junto al arranque de un travesío que marcha parejo al citado río por su ribera derecha.
Seguidamente, en las proximidades de El Cagigal, el salobre del cerrillo Valdeollán ofrece su lamedero. Nada más recibir las aguas del río Valdemeca las riberas del Júcar se arriscan y la estrechez del paso obliga a un seguimiento más próximo al curso, canalizándose su colada entre la angostura de una hoz, llamada de la Presa. La cañada, después de confundirse unos 200 m con la carretera CU-921, pasa a la margen opuesta, aprovechando la facilidad que le ofrecía el puente que fue de un batán lindero, para aproximarse al casco urbano y seguir la corriente -levando en su interior el camino de Huélamo a Beamud- faldeando las elevaciones que marcan la margen, salvando el arroyo de las Salinas por un pontón. El siguiente tramo nos sitúa ante el puente del arroyo Pedregoso, mojonera terminal de Huélamo, con nueva entrada en otro de los territorios pertenecientes al común conquense y en donde se ofrecen abrevadero y descansadero.
Reencontrémonos con la vía principal en busca del lugar Los Asperones, donde hay aguadero y descansadero. Se prosigue la marcha, saltando el camnio de Tragacete/Cuenca y -en proximidades a Casa de los Corzos- corrige bruscamente su orientación pasando desde oeste a sur, iniciándose, al tiempo, un corto ramal de enlace, por el vallejo del naciente Escabas, comunica con la vecina Cañada Real de Rodrigo Ardaz. Faldea el Alto de la Muela, hacia la ribera del río Júcar, límite meridional de la Serranía Alta.

## Tramo II: Serranía Media
En este tramo salvo la modesta sabina, que se nos muestra con tozudez y persistencia, los recios ejemplares de pino royo van resultando desplazados por sus congéneres pinaster y laricio. En esta armónca estratigrafía vegetal, las plantas aromáticas manifiestan aquí una explosión de plenitud, constituyendo a la vez el primordial incentivo para una apicultura de cierto relieve, cuyas colmenas también trashuman de invernadero, presentándose como rey indiscutible del matorral el espliego, que prolifera con capacidad industrial.
En la extensa dehesa llamada de Los Palancares se puede comprobar una abundante presencia de torcas, esas depresiones ocasionadas por la persistente erosión subterránea. Tres cuartos de legua -hacia poniente- el sitio natural de interés nacional La Ciudad Encantada se nos ofrece a la consideración. Después, la orientación tectónica de los plegamientos encarrila en persistente declive, hacia la capital de provincia, a cuyas puertas la conjunción casi simultánea de tres ríos -Júcar, Huécar y Moscas- marcan con sus cuencas una minoración altimétrica comprendida entre las curvas de 1000 y 800 m, extendiéndose de seguido en una amplia penillanura. Anegado hoy por pantano de la Toba el lugar por donde se atravesaba el Júcar mediante un pontón, se hace necesario prolongar la identidad cañada/carretera otro par de km para acabar disociándose cuando, aprovechando el firme que origina el muro del embalse, puede cruzarse la corriente, enfilando hacia Fuente del Prado para saltar el arroyo del Boquerón, adonde desagua una barranquera, que se repasa, apurándola hasta el Quinto de la Fuencaliente, produciéndose en ese lugar el reencuentro con la ruta tradicional, en derechura al prado de los Esquiladores, punto de absorción del ramal que aquí se llega también, después de haber completado su recorrido dejando atrás un descansadero y abrevadero más en la pertenencia capitalina de El Entredicho, siguiéndose el camino de Cuenca a Beamud. Realizada la fusión se entra -al hilo del Ensanche de Buenache- en Tierra Muerta, el territorio más característico de la zona, constituyendo una extensa y densa muestra de bosque-pinar, representada mayoritariamente por una población variedad rodena, salpicada con manchas de sabina.
Antes de la llegada a Pozo Coronado se produce una triple conjunción; el camino proveniente de dicho lugar, nuestra cañada y el extremo de otra, la llamada Real de Andalucía, que es aprovechada por los trashumantes de La Cierva para incorporarse -alternativamente- a cualquiera de las dos corrientes. Un zig-zag aproxiam -por el paraje de La Escaruela al citado Pozo, ya en el municipio de Buenache de la Sierra. En la horquilla que marcan los barrancos Calderón y Caballeros, primicias -entre otros- del que aguas más abajo se tornará río Huécar, tiene su acotado el descansadero del Verdinal, cruzándose poco después con el camino de Buenache de la Sierra a Cotillas, en proximidades ya de la separación entre Buenache y Palomera.
Así faldea la parte sur de Los Coñaillos, desembocando en otro descansadero, el de la Tina de Chumillano y caminar para abandonar el término de Buenache y seguir, durante un corto trecho aún, sus funciones arbitrales, ahora entre Palomera y Cuenca.
Otra oquedad, la cueva del Fraile, presta nombre a un arroyo, ahora compañera del vial, prácticamente hasta su desembocadura en el río Huécar.
Repechando una vaguada y marcando doble ese, queda situada al pie del cerro y ermita del Socorro, para continuar hasta un descansadero inmediato, todo ello ya a extramuros de la capital, cuya panorámica se ofrece a poniente, encaramándose -cerro de San Cristóbal arriba- entre los pelados muñones pétreos que coronan sus hoces, salpicando el contorno ejemplares de encinas y robles, y en donde la escasez de suelo empujó a proyectar la Casas Colgadas. Y allí sobre el solar otrora alcazaba árabe, una catedral con la singularidad ejemplarizante de un gótico-normando.
Cambiamos de cuenca -ahora significativamente fluvial- pues reemprendemos camino siguiendo el que marca la vertiente llamada de la Vereda, tributario del río Moscas, cruzando -por el puente conocido como de Tordera -el citado río, al encuentro de la N-420.
Una vez rebasada la mojonera de Villar de Olalla, nos encaminamos hacia dicho pueblo; su tránsito se realiza llevando como eje la calle principal. Pasadas la eras de pan trilar, una depresión del terreno encarrila su orientación, aproximándola al puenteado del San Martín, acercándonos al río Júcar, cuyo cauce sirve de árbitro intermunicipal. Se salva la corriente por una esbelta obra de fábrica, tenida como inicialmente de factura romana y conocida por Puente del Palmero, entrando en territorio que fue de la actual entidad menor Hortizuela.
Nos encontramos ahora en el cuartel de El Egidillo, adonde concurre también la cañada real de Rodrigo Ardaz, que incorpora sus rebaños a la corriente general en esta ribera del río, pasándose -de seguido- al anejo de Barbalimpia llamado Osilla del Palmero, teniendo a la derecha una extensa dehesa y por la izquierda marcado un descansadero, con la posibilidad de abrevar en el Júcar aprovechando esa proximidad que ofrecen sus aguas en uno de los meandros (aquí dichos vueltas) marcados por estos lugares.
La Cañada continúa hasta toparse con la mojonera de Fresneda de Altarejos, representada por una vereda que -desgajada de la cañada Rodrigo Ardaz en Cólliga- discurrió independiente a través de varios municipios, situados más a la derecha, viniendo a morir en ese punto.